# Финценхаген, Герман
Карл Герман Людвиг Финценхаген (нем. Carl Hermann Ludwig Finzenhagen; 6 января 1825, Эбисфельде, ныне в составе коммуны Эбисфельде-Веферлинген — 14 августа 1914, Магдебург) — немецкий органист. Отец Людвига Финценхагена.
Сын школьного учителя. Окончил в Магдебурге учительскую семинарию и с 1849 года преподавал в городской школе для девочек. Специализированного музыкального образования не получил (впрочем, утверждается, что его учителем был Август Готфрид Риттер), однако в 1851 году поступил органистом в магдебургскую церковь Святого Иакова (разрушена в 1945 году при бомбёжке Магдебурга) и работал здесь до 1906 года. В 1861 году основал также певческое общество, с которым выступал как в церкви, так и на бесплатных «народных концертах». Сохранились 312 программ церковных выступлений и 72 программы светских концертов этого коллектива.
Автор органных, хоровых и вокальных сочинений.
В 1899 году по случаю 50-летия службы был награждён Орденом Короны IV класса, в 1906 году по случаю выхода на пенсию — Орденом Красного орла IV класса.